# Pete Ariel
Pete Ariel (* 20. Januar 1941 in Berlin; † 7. August 2012 ebenda) war ein deutscher Filmregisseur und Drehbuchautor.

## Leben und Wirken
Ariel begann seine Karriere Ende der 1960er Jahre als Regieassistent von Peter Lilienthal, an dessen Dokumentarfilm Noon in Tunisia er 1969 auch als Filmeditor mitwirkte. 1970 schrieb er das Drehbuch und führte Regie bei seinem ersten eigenen Spielfilm: Opfer, mit Vadim Glowna und Vera Tschechowa in den Hauptrollen. 1971 schrieb und drehte er Das Kartenhaus, bei dem er auch als Darsteller mitwirkte. Im selben Jahr wurde er Mitbegründer des Filmverlags der Autoren.
1985 arbeitete er als Regisseur für die ZDF-Krimiserie Ein Fall für zwei und 1991/92 für die ARD-Serie Peter Strohm, Ende der 1990er Jahre führte er Regie bei Folgen von Vorabendserien wie HeliCops – Einsatz über Berlin, Alarm für Cobra 11 – Die Autobahnpolizei und zuletzt Kommissar Rex (2001). Ab 1983 war er Regisseur bei neun Folgen der Fernsehreihe Tatort, so mit Manfred Krug / Charles Brauer (Pleitegeier), Winfried Glatzeder (Buntes Wasser), Götz George (Spielverderber) und Dominic Raacke (Blüten aus Werder).
Pete Ariel war neben seiner Regisseur- und Drehbuchautortätigkeit auch in der Welt der Photographica bekannt. So gab er über Jahre das vierbändige Standardwerk der Kamera- und Projektortechnik heraus: Das ACR (Ariel Cinematographica Register). Es wurde später mit dem Deutschen Filmmuseum / Deutsches Filminstitut zusammen verwaltet. Das ACR-Register ist immer noch posthum online.

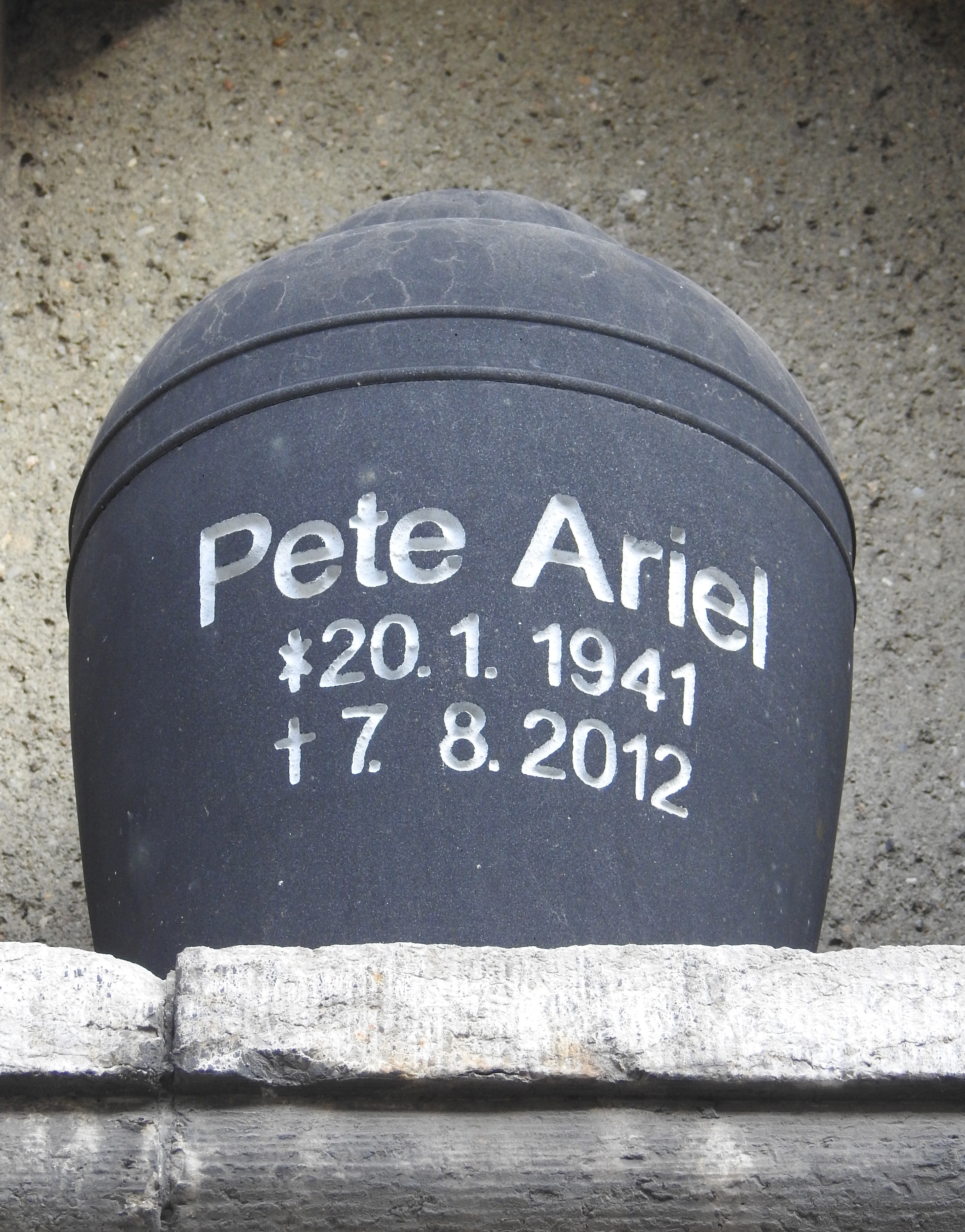
Urne Pete Ariels

Seine letzte Ruhe fand Ariel im Kolumbarium des Friedhofs Wilmersdorf.

## Filmografie (Auswahl)
- 1967: Verbrechen mit Vorbedacht (Regieassistenz)
- 1968: Tramp oder der einzige und unvergleichliche Lenny Jacobsen (Regieassistenz)
- 1969: Horror (Regieassistenz)
- 1969: No Factory (Kurzfilm) (Regie)
- 1970: Malatesta (Regieassistenz)
- 1970: Opfer (Regie, Drehbuch)
- 1971: Noon in Tunisia (Regieassistenz)
- 1971: Weder glücklich noch aggressiv (Regie, Drehbuch)
- 1971: Das Kartenhaus (Regie, Drehbuch)
- 1973: Daniel (Regie, Drehbuch)
- 1976: Das Land der Blinden oder Von einem der auszog (Regie, Drehbuch)
- 1977: Unendlich tief unten (Regie, Drehbuch)
- 1983: Tatort: Wenn alle Brünnlein fließen (Regie)
- 1984: Tatort: Gelegenheit macht Liebe (Regie)
- 1985: Ein Fall für zwei (Regie)
  -  Der Versager
  -  Scheidung in Weiß
- 1986: Tatort: Leiche im Keller (Regie)
- 1987: Tatort: Spielverderber (Regie)
- 1988: Tatort: Pleitegeier (Regie)
- 1990: Tatort: Zeitzünder (Regie)
- 1991/92: Peter Strohm (Regie, 8 Folgen, davon 2 Folgen auch Drehbuch)
- 1993: König & Consorten (Regie)
- 1993: Nervenkrieg (Regie)
- 1994: Einsatz für Lohbeck (Regie, 1 Folge)
- 1994: Im Namen des Gesetzes (Regie, mehrere Folgen)
- 1994: Zwei Brüder (Regie, 1 Folge)
- 1995: Zwei Partner auf 6 Pfoten (Regie, 6 Folgen)
- 1996: Tatort: Buntes Wasser (Regie)
- 1996: Die Straßen von Berlin (Regie, 2 Folgen)
- 1997/98: Alarm für Cobra 11 – Die Autobahnpolizei (Regie, 5 Folgen)
- 1998: HeliCops – Einsatz über Berlin (Regie)
- 2000: Tatort: Blüten aus Werder (Regie)
- 2000: Tatort: Das letzte Rodeo (Regie)
- 2001: Kommissar Rex (Regie, 3 Folgen)